# 康拉德一世 (哲林根)
康拉德一世（德語：Konrad I. von Zähringen，約1090年—1152年1月8日），哲林根公爵（1122年—1152年），他是貝托爾德二世的兒子。

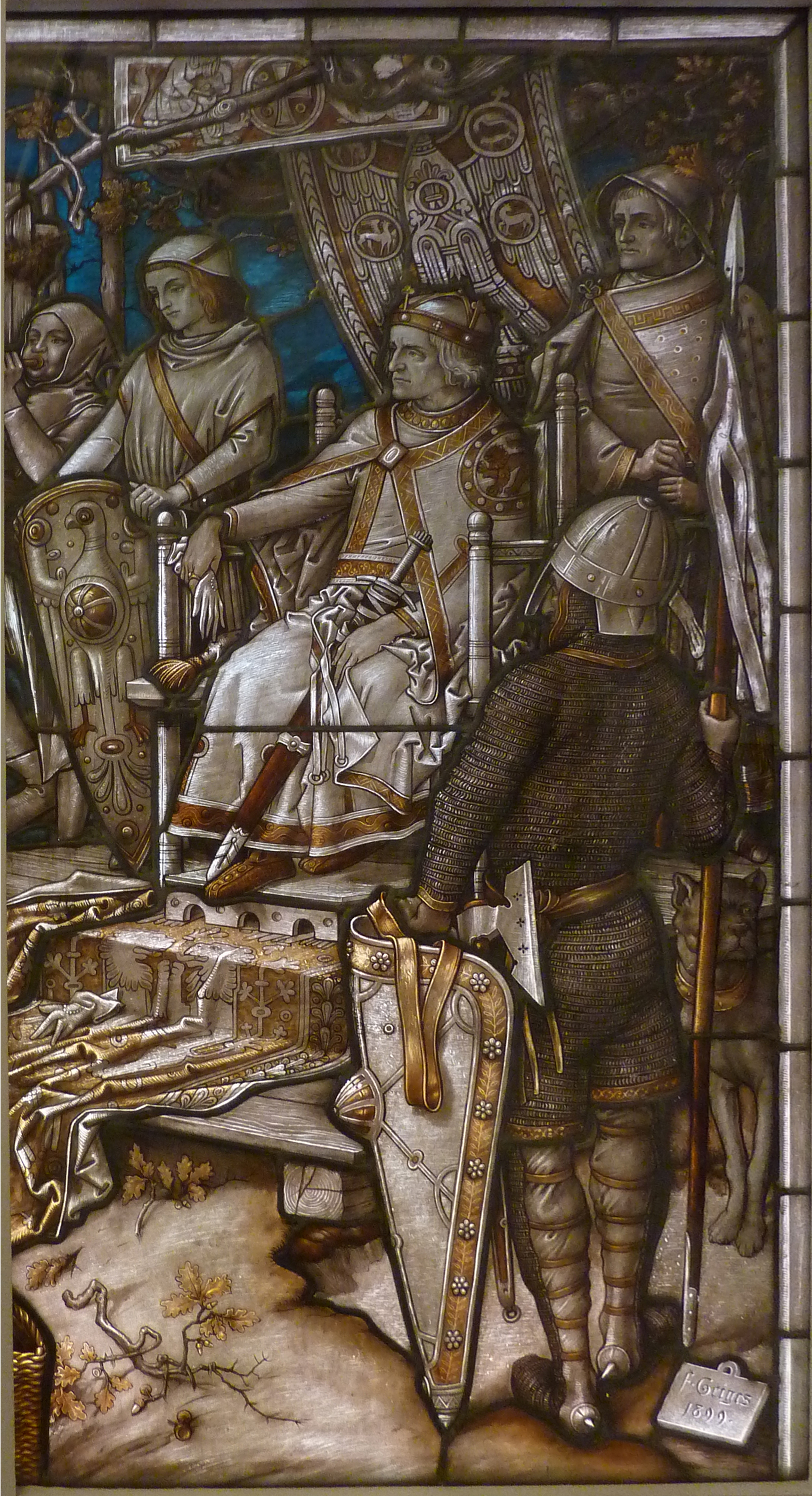
康拉德一世

康拉德一世有四個孩子。
- 貝托爾德[1]
- 魯道夫（英语：Rudolf of Zähringen），美茵茲大主教[1]
- 阿達爾貝特[1]
- 克蕾門提婭，獅子亨利第一任妻子[1]